# Акопян, Арам Хачатурович
Ара́м Хачату́рович Акопя́н (арм. Արամ Խաչատուրի Հակոբյան; 15 августа 1979, Ереван) — армянский футболист, нападающий, тренер. Выступал за национальную сборную по футболу, «Спартак» (Ереван), «Бананц», «Улисс» и «Импульс». Брат Ары Акопяна.

## Клубная карьера
Карьера Арама началась в арташатском «Двине», где он играл вместе с братом Арой Акопяном. Но спустя год их пусти разошлись. Ара перешёл во владикавказскую «Аланию», а Арам в араратский «Цемент», сначала в молодёжную команду, а потом в первую. К тому моменту в команду вернулся младший брат. В команде Арам провёл до 2002 года, когда, став «Спартаком», клуб объединился с «Бананцем» в единый клуб под названием «Бананц» Ереван. В объединённом клубе Акопян провёл сезон, после чего продолжил своё выступление на Украине в алчевской «Стали». Игра не шла, за сезон он провёл 15 матчей и забил два гола. Последующий сезон в «Стали» из Днепродзержинска также показал не лучшие показатели — 14 игр и ни одного забитого гола. В 2005 году Акопян возвращается в «Бананц». Здесь он провёл 51 матча за два полноценных сезона, забив 37 мячей. В 2005 году признан лучшим футболистом сезона, а в следующем сезоне становится лучшим бомбардиром чемпионата с 25-ю голами, оформив в последнем туре покер. После следует очередной переезд на Украину в мариупольский «Мариуполь». Проведя 11 матчей, Арам вторично возвращается в «Бананц», где доигрывает сезон и переходит в ульяновскую «Волгу». Проведя всего одну встречу в официальных матчах, в начале 2008 года опять переходит в «Бананц». Во второй половине сезона переходит в «Улисс».
В начале 2009 года подписывает контракт по схеме 1+1 с вновь образованным футбольным клубом «Импульс» из Дилижана. По завершении сезона 2009 стал вторым бомбардиров в клубе с 8-ю забитыми мячами. В составе «Импульса» стал победителем Первой лиги и возвратился в Премьер-лигу. В первой же игре сезона, в кубковой игре против «Пюника», получил травму, после которой восстанавливался несколько недель. После ответной игры, состоявшейся спустя неделю, 3 игрока были выставлены на трансфер. Среди них были Акопян. Сам клуб объяснил свой выбор частыми травмами Акопяна. Затем Акопян был выведен из состава и тренировался индивидуально.
В январе 2011 года Акопян прибыл в Гюмри, где в местном «Шираке» начал проводить свои тренировки. Одновременно тренерский штаб просмотрел игрока в деле, по завершении которых клубу не подошёл.
19 июля стало известно о прекращении игровой деятельности. Акопян решил завершить профессиональную карьеру игрока. Данную информацию предоставил брат Арама Акопяна — Ара.
В начале 2012 года в СМИ появилась информация о возвращении Акопяна в большой футбол. Заинтересованным лицом в услугах Акопяна стала возрождённая команда из Мартуни — «Алашкерт». Спустя 4 дня Акопян присоединился к команде и принял участие в тренировочном процессе.

## Карьера в сборной
В сборную Арам был приглашён в 2000 году в период выступлений за «Аракс». Проведя в том году 4 игры, последовал 5-летний перерыв. Успешное выступление за «Бананц» сподвигло тренеров национальной команды к возвращению в стан сборной Арама, который в первый год своего возвращения вышел на поле в 4-х матчах и забил один гол в ворота сборной Андорры. Первую игру в форме сборной провёл в 2 февраля 2000 года в товарищеском матче против сборной Молдовы в кипрской Ларнаке. Матч закончился победой армянской сборной со счётом 2:1. Всего за сборную провёл 16 матчей и забил один мяч.

## Достижения

### Командные достижения
«Спартак» (Ереван)
- Чемпион Армении: 2000
- Бронзовый призёр чемпионата Армении (3): 1999, 2001, 2002
- Обладатель Кубка Армении: 1999
- Обладатель Суперкубка Армении: 1999

«Бананц»
- Серебряный призёр чемпионата Армении (3): 2003, 2006, 2007
- Бронзовый призёр чемпионата Армении: 2005
- Финалист Кубка Армении: 2003

### Личные достижения
- Футболист года в Армении: 2005
- Лучший бомбардир чемпионата Армении: 2006
- Рекордсмен по количеству забитых мячей за «Бананц» — 62 мяча